# Милан Талевски
Милан Талевски (на македонска литературна норма: Милан Талевски) е бизнесмен и политик от Северна Македония, кмет на град Скопие от 1991 до 1993 година.

## Биография
Роден е на 2 ноември 1954 година в град Велес. Завършва гимназията „Георги Димитров“ в Скопие, а след това Електротехническия факултет на Скопския университет. Между 1985 и 1990 година работи в ТП „Караорман“. През декември 1990 година е избран за кмет на град Скопие, длъжност на която встъпва на 23 януари 1991 година. Мандатът му трае до 1993 година. По време на мандата му се завършва сметището за депониране на отпадъци Дрисла. Изгражда се канал за кану-каяк и се строи съобразно европейските и световни стандарти. След това участва в основаването на частно предприятие „Талинг“.